# Recycell
 (mai 2018).
Recycell est une entreprise québécoise fondée en 2012, qui effectue le rachat et la revente d'appareils cellulaires (téléphones mobiles) dans un objectif de développement durable.

## Historique
Recycell est fondé en 2012 par Mélissa Bourque[réf. nécessaire]. Le 1er septembre 2014, Recycell est racheté par Luc Beaulieu et Nathalie Gosselin,.

## Marché et chiffre d'affaires
En 2015, le marché de Recycell compte 75 % de ventes au Québec.

## Services
Recycell recycle les appareils cellulaires, en rachetant les lots de téléphones portables acquis par les entreprises, ou provenant de centres de recyclage pour les remettre en état et les réutiliser. Ils sont ensuite examinés, reconditionnés à neuf, puis évalués sur une échelle de 1 à 10, avant d'être mis en vente.
Cette solution a permis, en 2017 seulement, la récupération et la réutilisation de 5 000 téléphones portables. Les téléphones sont ensuite revendus en ligne.

## Annexe